# Windell Gabriel
Windell Eyitan Gabriel Valle (Turrialba, 1 de febrero de 1985) es un exfutbolista costarricense, se desempeñó como delantero y su último equipo fue la Universidad de Costa Rica de la Primera División de Costa Rica.

## Trayectoria
Windell Gabriel es hijo del cantante y ex boxeador Leslie Gabriel, además es hermano de la boxeadora Hanna Gabriel y primo del futbolista Rodolfo Gabriel.
En Costa Rica jugó para equipos como Alajuelense, Municipal Pérez Zeledón, Universidad de Costa Rica; mientras que en el exterior tuvo un paso efímero por el Msida Saint-Joseph FC de Malta.

## Selección nacional
Gabriels disputó cuatro partidos Clase A con la selección de Costa Rica desde su debut en un amistoso contra Nueva Zelanda el 24 de marzo de 2007 bajo la dirección técnica de Hernán Medford.
En ese partido ingresó de cambio al minuto 80 por Álvaro Saborío y la Sele se impuso 4-0.
También cuenta con tres partidos en la Copa Oro de 2007 disputada en Estados Unidos.
| Partidos | Partidos  | Partidos  | Partidos            | Partidos               | Partidos      | Partidos | Partidos                  | Partidos       | Partidos |
| N°       | Rival     | Resultado | Fecha               | Lugar                  | Competencia   | Goles    | Cambio                    | DT             |          |
| -------- | --------- | --------- | ------------------- | ---------------------- | ------------- | -------- | ------------------------- | -------------- | -------- |
| 1        | Australia | 4:0 (2:0) | 24 de marzo de 2007 | San José Costa Rica    | Amistoso      | -        | 80' por Álvaro Saborío    | Hernán Medford |          |
| 2        | Canadá    | 2:1 (0:0) | 6 de junio de 2007  | Florida Estados Unidos | Copa Oro 2007 | -        | 75' por Gabriel Badilla   | Hernán Medford |          |
| 3        | Guadalupe | 0:1 (0:1) | 11 de junio de 2007 | Florida Estados Unidos | Copa Oro 2007 | -        | 81' por Allan Alemán      | Hernán Medford |          |
| 4        | México    | 0:1 (0:0) | 17 de junio de 2007 | Houston Estados Unidos | Copa Oro 2007 | -        | 46' por Leonardo González | Hernán Medford |          |

## Clubes
| Club                      | País       | Año       |
| ------------------------- | ---------- | --------- |
| Alajuelense               | Costa Rica | 2004-2005 |
| Pérez Zeledón             | Costa Rica | 2005-2007 |
| Alajuelense               | Costa Rica | 2007-2008 |
| Pérez Zeledón             | Costa Rica | 2007-2009 |
| Msida Saint-Joseph FC     | Malta      | 2009-2010 |
| Universidad de Costa Rica | Costa Rica | 2010-2013 |